# Seriealbum i Sverige 2010
Seriealbum i Sverige 2010 är utgivningen av nya seriealbum på svenska (samt enstaka utgåvor originalutgivna i Sverige på annat språk) under utgivningsåret 2010. Det motsvarar alla nya bokutgåvor med ett huvudsakligt innehåll av tecknade serier – oavsett publiceringsformat och inbindningsmetod – och inkluderar en del mindre, häfteslika publikationer med ISBN-märkning.
Utgivningslistan sammanställdes i början av 2011 (daterad februari) av sekreteraren i Urhunden-juryn. Den var primärt avsedd som underlag för juryn som utsåg mottagarna av årets Urhundenplaketter, med den uttalade bibetydelsen att ge en överblick över (bokdelen av) Seriesverige under det gångna året. Listan publicerades på Seriefrämjandets Urhunden-sajt på adress www.urhunden.se.

## Koder i listan
Följande koder används för att markera originalsvenska etc. album:
- (s) originalsvenska album
- (ö) översatta album
- (s, ö) album med originalsvenskt och översatt innehåll
- (s*) album originalproducerade i Sverige på främmande språk (i regel engelska)
- (s*, ö*) album originalproducerade i Sverige med svenskt och utländskt innehåll på främmande språk
- (ö*) album originalproducerade i Sverige med utländskt innehåll på främmande språk

## Utgivning

### Agerings
- Brézet, Stanislas/Heuet, Stéphane: I skuggan av unga flickor i blom 1–2. – (På spaning efter den tid som flytt) (ö)

### Albumförlaget
- Arleston, Scotch/Tarquin, Didier: Magohammotens elfenben. – (Lanfeust från Troy ; 1) (ö)
- Bessadi, Bruno/Morvan, Jean-David: Soldathordens klor. – (Zorn & Dirna ; 3) (ö)
- Boucq, François/Jodorowsky, Alejandro: Ormarnas rättvisa. – (Bouncer ; 3) (ö)
- Dorison, Xavier/Alice, Alex: Johannes : eller korpens dag. – (Det tredje testamentet ; IV) (ö)
- Gibrat: Uppskovet 1 (ö)
- Gustafsson, Dennis: Viktor Kasparssons makabra mysterier (s)
- Jodorowsky, Alejandro/Gimenez, Juan: Honorata, ättemodern. – (Metabaronerna ; 2) (ö)
- Talijancic, Boris/Runberg, Sylvain: Ormens lidande. – (Hammerfall ; 1) (ö)
- Talijancic, Boris/Runberg, Sylvain: Skuggorna i Svartalvhem. – (Hammerfall ; 2) (ö)
- Tarek/Perger, Stéphane: Wannsee, 1942. – (Sir Arthur Benton ; 3) (ö)

### Alfabeta
- Jansson, T.: Mumin 3 (ö)

### Anderson pocket
- Laurén, Jessica: Helt random (s)

### Atlas
- Göransson, Fabian/Krantz, Lars/Quistbergh, Fredrik: En hjälpande hand (s)

### Bonnier Carlsen
- Hergé: Det svarta guldet. – (Tintins äventyr). – Faksimilutg. – Felaktigt tryckår i boken (ö)
- –”-: Den svarta ön. – (Tintins äventyr). – Faksimilutg. (ö)
- Kishimoto, Masashi.: Naruto 27-30 (ö)
- Oda, Eiichiro: One piece 50-54 (ö)

### C’est bon kultur
- Apocrypha (Those Having Been Hidden Away). – (C’est Bon Anthology ; 10) (s*, ö*)
- Expiration Date. – (C’est Bon Anthology ; 12) (s*, ö*)
- Levels. – (C’est Bon Anthology ; 13) (s*, ö*)
- Variations. – (C’est Bon Anthology ; 11) (s*, ö*)

### Comic royale
- Comic royale 4 (s)

### Dejavu
- Höglund, Anna: Syborgs förbannelse. – Ny utg. (s)

### Egmont
- Andréasson, R.: Bamsebiblioteket 35-39 (s)
- –”-: Bamse-biblioteket specialutgåva 1 (s)
- Aoyama, Gōshō: Mästerdetektiven Conan 58–63 (ö)
- Bamse. – Julalbum (s)
- Barks, Carl: Bruno Björn och vänner (ö)
- Blackman, Haden/Caldwell, Ben/Fillbach, bröderna: Star wars: clone wars 1 (ö)
- Bärnarp, Sven-Bertil: Medelålders plus 2 (s)
- Cronstam, Tony/Cronstam, Maria: Dödsdansen. – (Elvis) (s)
- –”-: En liten stund med vänskap. – (Elvis) (s)
- –”-: Tillsammans sedan 2000. – (Elvis) (s)
- Darnell, Jonas: Herman Hedning : samlade serier 2001-2002 (s)
- Elworth, Lennart: 47:an Löken. – Julalbum (s)
- Franquin, André: Spirou 1961-1968 (ö)
- Furberg, Lena: Stallgänget på Tuva 9-10 (s)
- Grace, Bud: Ernie. – Julalbum (ö)
- Gustafsson, Max: Samir 2 (s)
- Kalle Anka och hans vänner önskar god jul 16 (ö)
- Kalle Ankas pocket 371-383 (ö)
- Kalle Ankas pocket : favorit i repris 6-11 (ö)
- Kalle Ankas pocket special 1-7/10 (ö)
- Kirkman, Rick: Mammas bok. – (Baby blues) (ö)
- –”-: Pappas bok. – (Baby blues) (ö)
- Knasenpocket 7-12 (ö)
- Lee Falk’s Fantomen : den inbundna årgången 1958:2-4 (ö)
- Lee Falk’s Fantomen : den inbundna årgången 1959:1-3 (ö)
- Min häst. – Julalbum (s)
- Mortimer, L.: Hälge : presentbok 15 (s)
- –”-: Varning! För parning!. – (Hälge ; 19) (s)
- Petersson, Krister: Vi å pappa. – Julalbum (s)
- Prinsessan. – Julalbum (ö)
- Reimerthi, Claes/Lozell, Gert: 91:an i 30-åriga kriget. – (Presentbok ; 1) (s)
- Svenska Mad fyller 50! (s, ö)
- Walker, M.: Knasen : den kompletta samlingen 15 (ö)
- Walt Disney’s Kalle Anka & c:o : den kompletta årgången 1965:1-6 (ö)
- Walt Disney’s Kalle Anka & c:o : den kompletta årgången 1966:1 (ö)
- Vehlmann, Fabian/Yoann: Zarkonerna anfaller. – (Spirou ; 50) (ö)
- Yazawa, Ai: Nana 8-10 (ö)
- 91:an : den inbundna årgången 1965:1-2 (s, ö)
- 91:an : den inbundna årgången 1966:1-2 (s, ö)

### Ekholm & Tegebjer
- Larsson, Samuel: Jan Andersson (s)
- Madsen, Peter/Kure, Henning: Völvans syner. – (Valhall ; 15) (ö)
- Skogäng, Ola: De förlorade sidornas bok. – (Theos ockulta kuriositeter) (s)

### Epix
- Takahama, Ken: Kinderbook : serier för sorgsna barn (ö)
- Taniguchi, Jirô: Isvandraren (ö)

### Fabriken
- Stenstet, Kalle/Stenstet, Olle/Stenstet, Lotta: Calsån och inte visste var han bodde. – (Calsåns klassiker ; 1) (s)
- –”-: Calsåns böcker : 2-50. – (Calsåns klassiker ; 4) (s)

### Fanny M. Bystedt
- Bystedt, Fanny M.: Silver pearl (s*)

### Ica
- Anie, Elia: Onda katter : kissemissar med klös (ö)

### Kabusa
- Batista, Natalia: Mjau 1-4 (s)
- Tan, Shaun: Ankomsten (ö)

### Kartago
- Ackebo, Lena: Fucking Sofo (s)
- Christensen, Charlie: Rapport från kriget. – (Arne Anka ; 8) (s)
- Forshed, Pelle/Thungren, Stefan: Stockholmsnatt (s)
- Furmark, Anneli: Fiskarna i havet (s)
- Kellerman, Martin: Rocky 18 (s)
- –”-: Rocky 19 (s)
- Lange, Henrik: Pappa för dig som har bråttom (s)
- Lundkvist, Gunnar: Klas Katt i Vilda Västern (s)
- Myhre, Lise: Nemi 8 (ö)
- –”-: Stora boken om Nemi (ö)
- Olsson, Thomas: Rogert : dubbelmoralens väktare (s)

### Kolik
- Göransson, Fabian: Inferno (s)
- Johansson, Nanna: Mig blir du snart kär i (s)
- Johnsson, Karl: Mara från Ulthar (s)
- Peña, Nancy: Katten och kimonon (ö)

### Kulturpoolen
- Bergström, Maria/Davidsson, Diana/Sahlin, Anne-Lie: Birger jarl och hans värld (s)

### Kvarnby folkhögskola
- Kvarnby serier 2010 (s)

### Lystring
- Gärdenfors, Simon: Simons 120 dagar. – Ny utg. (s)

### Martin Lövgren
- Lövgren, Martin: Göte o. Bengan : utvalda serier från 1991 till 2006 (s)

### Månpocket
- Lapidus, J./Bergting, P.: Gängkrig 145. – Pocketutg. (s)

### Nattserier
- Swedish comic sin (s*)

### Nicotext
- Nyberg, Marja/Colting, Fredrik: 99 uppfinningar för dig som inte har koll (s)
- Foster, Nick/Wengelewski, Thomas: 106 TV-serier för dig utan TV (s)

### Nisses böcker
- Almqvist, Bertil: Mysteriet med den sönderslagna skiffertavlan. – (Barna Hedenhös ; 6) (s)
- –”-: Urax på äventyr & Hedenhös får en älg. – (Barna Hedenhös ; 7) (s)
- Kajermo, Arja: Tuula och Seppo (s)
- Lundkvist, Ulf: Assar och Roy. – (Assar ; 14) (s)

### Oddbooks
- Leppänen, Kari T.: The planet of demons : Raiden the space warrior (ö*)

### Optimal Press
- Allt för konsten 9 (s, ö)
- Asker, Niklas: Sätt att se (s)
- Biller, Malin: Om någon vrålar i skogen (s)
- Lindengren, Joakim: Ett anstötligt liv 2 (s)
- –”-: Gammalt bröd rostar aldrig. – (Kapten Stofil) (s)
- Novakovic, Daniel: Jag tror jag är kär (s)
- Takalo, Tiitu: Slåss som en tjej (ö)
- Östergren, Emelie: Mr. Kenneth (s*)
- –”-: Mr K dresses up (s*)

### Ordbilder
- Usune, Matatoshi: Eater 1-3 (ö)
- Yamakawa, Naoto: En kopp kaffe till 1-2 (ö)

### Ordfront Galago
- Abirached, Zeina: Svalornas lek : dö, resa, återvända (ö)
- Berglin, Jan/Berglin, Maria: Någon ser dig när du petar näsan (s)
- From the shadow of the Northern lights : an anthology of Swedish comics v. 2 (s*)
- Granér, Sara: Med vänlig hälsning (s)
- Grennvall, Åsa: Svinet (s)
- Hellgren, Joanna: Frances 2 (s)
- Ito, J.: Spiralerna. – (Uzumaki ; 2) (ö)
- Moodysson, Coco: Jag är ditt fan in i döden (s)
- Nessle, David: Den maskerade proggarens stora röda : samlade serier (s)
- Olsson, Sofia: Hetero i Hägersten (s)
- Strömquist, Liv: Hundra procent fett. – Ny utg. (s)
- Strömquist, Liv: Prins Charles känsla (s)

### Papamoscas
- Abouet, Marguerite/Oubrerie, Clément: Aya från Yopougon (ö)

### Positiv förlag
- Olausson, Sara: Loranga, Masarin och Dartanjang del 1 (s)

### Sanatorium
- Sjunnesson, Lars: Möte med monsunen : [5 äventyr med Åke Jävel] (s)

### Semic
- Cronstam, Tony/Cronstam, Maria: Elvis : Greatest Hits 3 (s)
- Mortimer, Lars: Hälge : Stora boken om viltvård (s)
- Darnell, Jonas: Herman Hedning. – Julalbum (s)
- Kalle Anka. – Julalbum (ö)
- Persson, Ingvar: Agust och Lotta. – Julalbum (s)
- Persson, Gunnar: Kronblom. – Julalbum (s)
- Falk, Lee: Fantomen. – Julalbum (ö)
- Mortimer, Lars: Stora boken om viltvård (s)
- Norberg, Thomas: Åsa-Nisse 2010. – Julalbum (s)
- O’Donnell, Peter: Agent X9. – Specialalbum 2010 (ö)
- Persson, Anders: Lilla Fridolf. – Julalbum (s)
- Petersson, Krister: Uti vår hage 2010 (s)
- Torudd, Cecilia: Ensamma mamman och annat kul och tänkvärt (s)
- Walker, Mort: Knasen. – Julalbum (ö)
- 91:an Karlsson 2010. – Julalbum (s)

### Seriefrämjandet
- Altcom 2010 : sex & war. – I samarbete med Wormgod (s*, ö*)[2]
- Bielecki, Jan: Några feta. – (Grafiska novelletter ; 3). – I samarbete med Kolik förlag (s)[2]
- Rydberg, Lisa: Min ö, mitt opium. – (Grafiska novelletter ; 4). – I samarbete med Kolik förlag (s)[2]

### Serieplaneten
- Groening, Matt: Simpsons möter Futurama (ö)

### Seriezonen
- Thollin, Daniel/Andersson, Jonas: Tupilak : 1000 ögon (s)

### Sharmila Banerjee
- Banerjee, Sharmila: Lepidopter (s*)

### Wibom books
- Neel, Julien: Busskyrkogården. – (Lou ; 3) (ö)

### Wormgod
- AKAb: Munk. – (Dystopia ; 05). (ö*)[3]
- Elftorp, Mattias: Reclaimed. – (Dystopia ; 04). (ö*)[3]
- –”-: Spiders pt 2. – (Piracy is liberation ; 008) (s*)[3]
- –”-: Våra gator-. – (Dystopi ; 04). (s)
- Elftorp, Mattias/Johansson, Susanne: Zombies. – (Dystopia ; 10). (s*)[3]
- Heikkinen, Jyrki: The Moon boy. – (Dystopia ; 08). (ö*)[3]
- Kläpp, Sarah: White light – Bright heat. The shut room. – (Dystopia ; 07). (s*)[3]
- Lombardi, Rocco/Casanellas, Amanda: War Peace / by Rocco Lombardi. Blatte royale / by Amanda Casanellas. – (Dystopia ; 06). (ö*)[3]
- Lombardi, Rocco/Elftorp, Mattias: Ulac smah ulac / by Rocco Lombardi. Me & my daddy & Zlatan / by Mattias Elftorp. – (Dystopia ; 09). (s*, ö*)[3]
- Rožkovas, Arturas: Freak dreaming. – (Dystopia ; 02). (ö*)[3]
- Verykios, Spyrios/Hofbauer, Igor: TK 47 / by Spyros Verykios. Nail story ; Ramon / by Igor Hofbauer. – (Dystopia ; 03).[3] (ö*)
- Verykios, Spyrios/Hofbauer, Igor: TK 47 / av Spyros Verykios. Spiksaga ; Ramon / av Igor Hofbauer. – (Dystopi ; 03). – Svensk version. (ö)[3]
- Zezelj, Danijel/Swain, Carol: Vanja & Vanja / av Daniel Zezelj. Öken / av Carol Swain. – (Dystopi ; 01). – Svensk version. (ö)[3]

### Världens ende
- Världens ende (s)